# NGC 2961
NGC 2961 (ook wel NGC 2959A) is een spiraalvormig sterrenstelsel in het sterrenbeeld Grote Beer. Het hemelobject werd op 26 december 1873 ontdekt door de Ierse astronoom Lawrence Parsons.

## Synoniemen
- NGC 2959A
- MCG 12-9-63
- ZWG 332.63
- KCPG 211B
- PGC 27958